# 维拉加
维拉加（義大利語：Villaga），是意大利威尼托大区维琴察省的一个市镇。总面积23平方公里，人口1988人，人口密度86.4人/平方公里（2009年）。国家统计（ISTAT）代码为024117。